# Fakt prawny
Fakt prawny – fakty (okoliczności faktyczne), w związku z wystąpieniem których powstają, zmieniają się lub ustają (wygasają) skutki prawne. O takich faktach mówi się, że są „doniosłe prawnie”. Różnią się one od faktów prawnie indyferentnych (obojętnych), jakich wystąpienie nie ma wpływu na aktualną treść stosunków prawnych.
O tym, co jest faktem prawnym, decydują źródła prawa występujące w danym systemie (porządku) prawnym. Te zaś zależą od przyjmowanej filozofii prawa.
Pojęcie „faktu prawnego” wywodzi się od zdarzenia prawnego, wysnutego przez pandektystów z analiz prawa rzymskiego i oznaczającego zarówno zdarzenia zależne, jak i niezależne od woli ludzkiej.

## Podział faktów prawnych
Fakty prawne dzieli się na:
- zdarzenia prawne – zdarzenia niezależne od woli podmiotów prawa, wywołujące skutki prawne. Zdarzeniami prawnymi mogą być zarówno wydarzenia (np. burza, śmierć naturalna), jak i sam upływ czasu.
- zachowania prawne – zachowania zależne od woli podmiotów prawa[3].

Zachowania prawne dzieli się na:
- działania prawne (zachowania czynne) – polegają na wykonywaniu określonych czynności
- zaniechania prawne (zachowania bierne) – polegają na powstrzymanie się od wykonywaniu określonych czynności (braku aktywności)[4].

Działania i zaniechania mogą być zgodne z prawem (takie, jakich prawo wymaga lub dopuszcza) i niezgodne z prawem (takie, jakich prawo zabrania).
Zachowaniami zgodnymi z prawem są też tzw. akty prawne, które są zachowaniami (najczęściej działaniami) specjalnie przewidzianymi przez prawo dla celowego wywoływania nimi skutków prawnych.
Akty prawne dzielą się na:
- czynności prawne (np. umowy, pełnomocnictwa, przyrzeczenia publiczne, testamenty, oddanie głosu w wyborach, wytoczenie powództwa, złożenie wniosku o pozwolenie na budowę lub rozbiórkę albo o wydanie paszportu),
- akty tworzenia prawa, a więc zachowania, w wyniku których powstaje prawo (np. uchwalenie lub wydanie aktu prawa stanowionego (ustawy, rozporządzenia itp.) albo ustanowienie wiążącego prawnie precedensu sądowego),
- akty stosowania prawa (np. wydanie decyzji administracyjnej, decyzji podatkowej, wyroku sądowego)[4].

Zachowania prawne można również podzielić na czynności konwencjonalne oraz czyny.
- czynność konwencjonalna to taka czynność, której reguły sensu nakazują przypisać określony sens kulturowy[5]. Reguły sensu czynności konwencjonalnej mogą powstać w sposób spontaniczny lub być efektem zamierzonego działania (uczestników stosunku prawnego lub prawodawcy). Naruszenie reguł dokonywania czynności konwencjonalnej prowadzi do ich nieważności. Wśród doniosłych prawnie czynności konwencjonalnych wyróżnić można:
  - czynności prawodawcze – czynności prawodawcze mają zasadnicze znaczenie dla systemu prawa. Ich reguły nie są wyznaczane wyłącznie przez obowiązujące prawo, lecz również w oparciu o regułę uznania,
  - orzeczenia sądowe,
  - decyzje administracyjne,
  - czynności prawne – czyli świadome i zgodne z prawem zachowanie zmierzające do wywołania skutków prawnych.
- czyny to zachowania, które nie mają charakteru konwencjonalnego. Można je podzielić na:
  - czyny zgodne z prawem,
  - czyny niezgodne z prawem – mogą to być czyny zakazane (np. przestępstwa) lub czyny niedozwolone (delikty).